# The King Cole Trio
The King Cole Trio ist eine Albumreihe des King Cole Trio um den Jazzmusiker Nat King Cole, die von der Plattenfirma Capitol Records aufgenommen und veröffentlicht wurde.

## Hintergrund
Nach dem Scheitern der Broadwayshow Shuffle Along 1937 entschied sich Nat Cole, in Los Angeles zu bleiben, um dort als Pianist aufzutreten. Bob Lewis, der Besitzer des Swanee Inn, hörte ihn im „Century Club“; er engagierte ihn für seinen Club, und Nat Cole stellte sogleich eine Rhythmusgruppe zusammen. Er wählte den Bassisten Wesley Prince, den Gitarristen Oscar Moore und zunächst den Schlagzeuger Lee Young, arbeitete aber später mit Trios ohne Schlagzeugbesetzung. So entstand 1939 das King Cole Trio, das zunächst rein instrumental auftrat. Erste Aufnahmen entstanden für kleine Labels; 1940 nahm das Trio für Decca Records auf. Diese Aufnahmen wurden im Radio, zunächst in Kalifornien, viel gespielt, so dass das Trio bekannter wurde und es ihm ermöglichte, 1941 eine kleine Tournee durch die Vereinigten Staaten zu starten. Dabei entstanden sowohl im März 1941 in Chicago weitere Aufnahmen als auch im Juli 1941 in New York City. Trotz des recording ban kam es auch 1942 zu weiteren Studiosessions für das wenig bekannte Excelsior-Label. Mit „All for You“ hatte Cole einen Hit.
1942 wurde Capitol Records gegründet. Dort wurde das vielversprechende King Cole Trio bald unter Vertrag genommen. Die Band nahm aber erst im November 1943 für das Label auf, nachdem das Aufnahmeverbot aufgehoben wurde. Für Wesley Prince, der seit 1942 seinen Militärdienst ableisten musste, kam Johnny Miller ins Trio. Der Song „Straighten Up and Fly Right“ chartete. Cole hatte ihn während einer Tournee in Omaha im Jahr 1943 verfasst. Da er schnelles Geld verdienen musste, verkaufte er die Rechte für eine Pauschalgebühr von 50 Dollar an den Musikverleger Irving Mills. Als der Song ein Hit wurde, verdiente alleine Mills daran, während Cole nur die anfänglichen 50 Dollar blieben.
Ab 1944 wurde das King Cole Trio, das in den Polls des Magazins Down Beat fünf Mal in Folge zur besten kleinen Combo gewählt wurde, bei Capitol gut betreut. Die vom Trio produzierten Aufnahmen mit weiteren Hits, darunter „The Frim Fram Sauce“, „Get Your Kicks On Route 66“ und 1947 „Save The Bones For Henry Jones“ gemeinsam mit Johnny Mercer wurden in der Reihenfolge des Erscheinens zu mehreren frühen Alben zusammengefasst.

## Editionsgeschichte
Die Aufnahmen wurden zwischen 1944 und 1949 ursprünglich als 78-r.p.m.-records-Schallplatten veröffentlicht, 1950 aber als 10-inch LPs neu herausgegeben. Die Originalausgaben von Volume 3 (78 r.p.m) und Volume 4 (78 r.p.m und 45 r.p.m. record box set) enthielten jeweils nur 6 Songs.

## Titelliste
The King Cole Trio
1. Sweet Lorraine (Mitchell Parish, Cliff Burwell) – 3:10
2. Embraceable You (George Gershwin, Ira Gershwin) – 3:20
3. The Man I Love (G. Gershwin, I. Gershwin) – 3:21
4. Body and Soul (Frank Eyton, Johnny Green, Edward Heyman, Robert Sour) – 3:21
5. Prelude In 'C' Sharp Minor (Sergey Rachmaninov) – 2:57
6. What Is This Thing Called Love? (Cole Porter) – 2:58
7. It’s Only a Paper Moon (Harold Arlen, Yip Harburg, Billy Rose) – 2:56
8. Easy Listening Blues (Nadine Robinson) – 3:11

King Cole Trio, Vol. 2
1. What Can I Say After I Say I’m Sorry (Walter Donaldson, Abe Lyman) – 2:58
2. This Way Out (Nat King Cole) – 2:32
3. I Don’t Know Why (I Just Do) (Fred E. Ahlert, Roy Turk) – 2:47
4. I Know That You Know (Vincent Youmans, Anne Caldwell) – 2:23
5. I’m in the Mood for Love (Jimmy McHugh, Dorothy Fields) – 2:58
6. To a Wild Rose (Edward MacDowell) – 3:14
7. Look What You’ve Done to Me – 3:03
8. I’m Thru with Love (Gus Kahn, Fud Livingston, Matty Malneck) – 2:54

King Cole Trio, Volume 3
1. Makin’ Whoopee (Walter Donaldson, Gus Kahn) – 2:32
2. Too Marvelous for Words (Richard A. Whiting, Johnny Mercer) – 2:34
3. This Is My Night to Dream – (James V. Monaco, Johnny Burke) – 2:23
4. Rhumba Azul – 2:34
5. I’ll String Along with You (Harry Warren, Al Dubin) – 3:13
6. Honeysuckle Rose (Fats Waller, Andy Razaf) – 2:39
7. If I Had You (Jimmy Campbell, Reginald Connelly, Ted Shapiro) – 3:03
8. I’ve Got a Way with Women (Roy Alfred, Abner Silver, Fred Wise) – 2:46

King Cole Trio, Volume 4
1. Yes Sir, That’s My Baby (Walter Donaldson, Gus Kahn) – 2:31
2. For All We Know (Sam M. Lewis, J. Fred Coots) – 3:04
3. Bop-Kick (Cole) – 2:37
4. Laugh! Cool Clown (Ruggero Leoncavallo) – 3:21
5. Little Girl (Madeline Hyde, Francis Henry) – 2:26
6. ’Tis Autumn (Henry Nemo) – 3:08
7. I Used to Love You (But It’s All Over Now) (Lew Brown, Albert Von Tilzer) – 3:01
8. If I Had You (Irving King) – 3:03

## Bandmitglieder
Volumes 1, 2, 3
- Nat King Cole – Piano, Gesang, Arrangeur
- Oscar Moore – Gitarre[2]
- Johnny Miller – Kontrabass

Volume 4
- Nat King Cole
- Irving Ashby – Gitarre
- Joe Comfort – Kontrabass
- Jack Costanzo – Bongos

## Albuminformationen
- The King Cole Trio (Capitol A 8, BD 8, H 220, EBF 220) AllMusic & bsnpubs.com
- King Cole Trio, Vol. 2 (Capitol BD 29, H 29) AllMusic & bsnpubs.com
- King Cole Trio, Volume 3 (Capitol CC 59, H 59, EBF 59) AllMusic & bsnpubs.com
- King Cole Trio, Volume 4 (Capitol CC 139, H 177, EBF 177, CCN 177) at bsnpubs.com